# Abismo (telenovela mexicana)
Abismo es una telenovela mexicana producida en 1965 para Telesistema Mexicano, producida por Ernesto Alonso. Protagonizada por Amparo Rivelles y Guillermo Aguilar.

## Reparto
- Amparo Rivelles - Alejandra Santos.
- Guillermo Aguilar - Rex Ascot.
- Jacqueline Andere - Claudia.
- Enrique Lizalde - Omar.
- Héctor Andremar - Dr. Zamora.
- Arturo Benavides
- Chela Castro - Vivien.
- Rosario Gálvez - Esther.
- Aarón Hernán - Arturo.
- Rebeca Iturbide
- Miguel Manzano - Juez.
- Ramiro Portillo
- José G. Villarreal
- Manolo García - Abogado.